# Lophiodon
Lophiodon és un gènere extint de mamífers emparentats amb els tapirs. Visqué a Europa durant l'Eocè. Entre altres localitats, se n'han trobat restes fòssils a les conques d'Àger i Tremp, a Catalunya.